# وستس روسا
وستس روسا (به لاتین: Vastse-Roosa) یک روستا در استونی است که در دهستان مونیسته واقع شده‌است.